# Hautefage-la-Tour
Hautefage-la-Tour (okzitanisch Autafaja/Auta Faja la Tor) ist eine französische Gemeinde mit 1.028 Einwohnern (Stand 1. Januar 2022) im Département Lot-et-Garonne in der Region Nouvelle-Aquitaine (vor 2016 Aquitaine). Sie gehört zum Arrondissement Villeneuve-sur-Lot und zum Kanton Villeneuve-sur-Lot-2.

## Geografie
Hautefage-la-Tour liegt etwa zwölf Kilometer südsüdöstlich von Villeneuve-sur-Lot. Umgeben wird Hautefage-la-Tour von den Nachbargemeinden Villeneuve-sur-Lot im Norden, Penne-d’Agenais im Nordosten, Auradou im Osten, Frespech im Süden und Südosten, Cassignas im Süden und Südwesten, Monbalen im Westen und Südwesten, Saint-Antoine-de-Ficalba im Westen sowie Pujols im Nordwesten.

## Bevölkerungsentwicklung
| Jahr                       | 1962 | 1968 | 1975 | 1982 | 1990 | 1999 | 2006 | 2018 |
| Einwohner                  | 523  | 507  | 465  | 520  | 528  | 655  | 752  | 1010 |
| Quellen: Cassini und INSEE |      |      |      |      |      |      |      |      |

## Sehenswürdigkeiten
- Kirche Notre-Dame mit Pfarrhaus, seit 1921/1994 Monument historique
- Kirche Saint-Thomas, seit 1996 Monument historique
- Kirche Saint-Just, seit 1996 Monument historique
- Kirche Saint-Jean-de-Bonneval
- Schloss Lamassas aus dem 18. Jahrhundert
- Turm von Hautefage aus dem 14. Jahrhundert, seit 1883 Monument historique

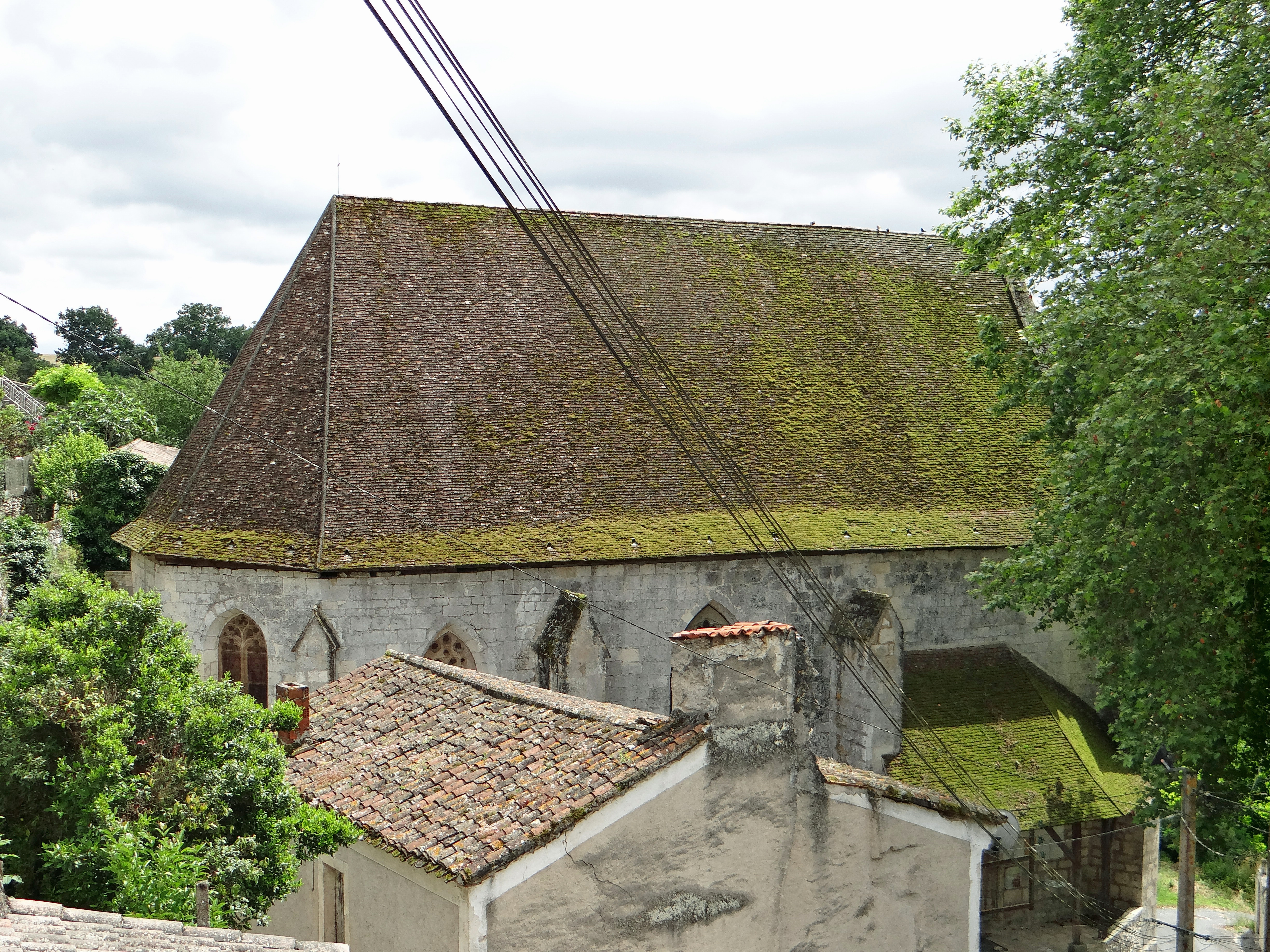
Kirche Notre-Dame
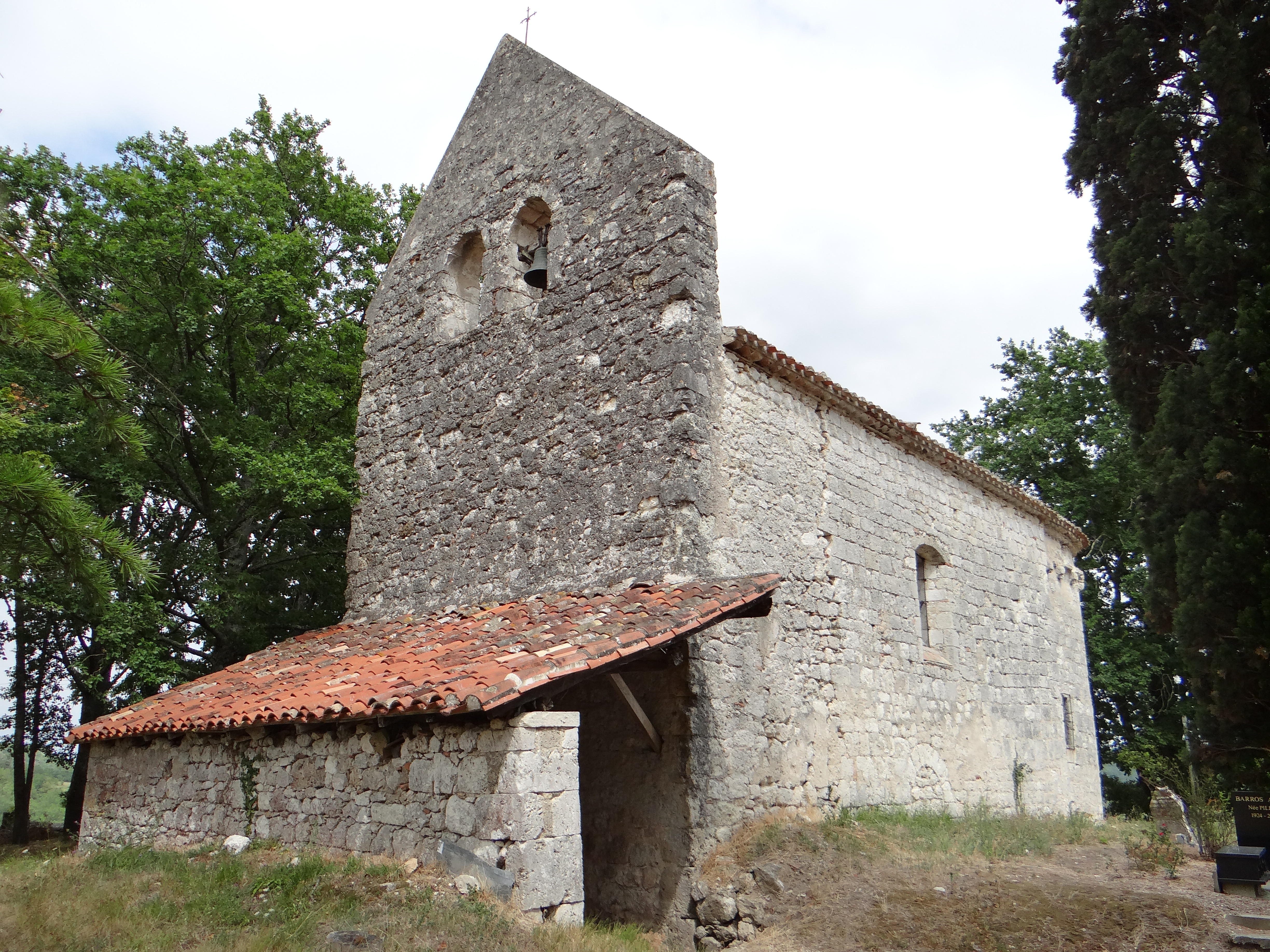
Kirche Saint-Thomas
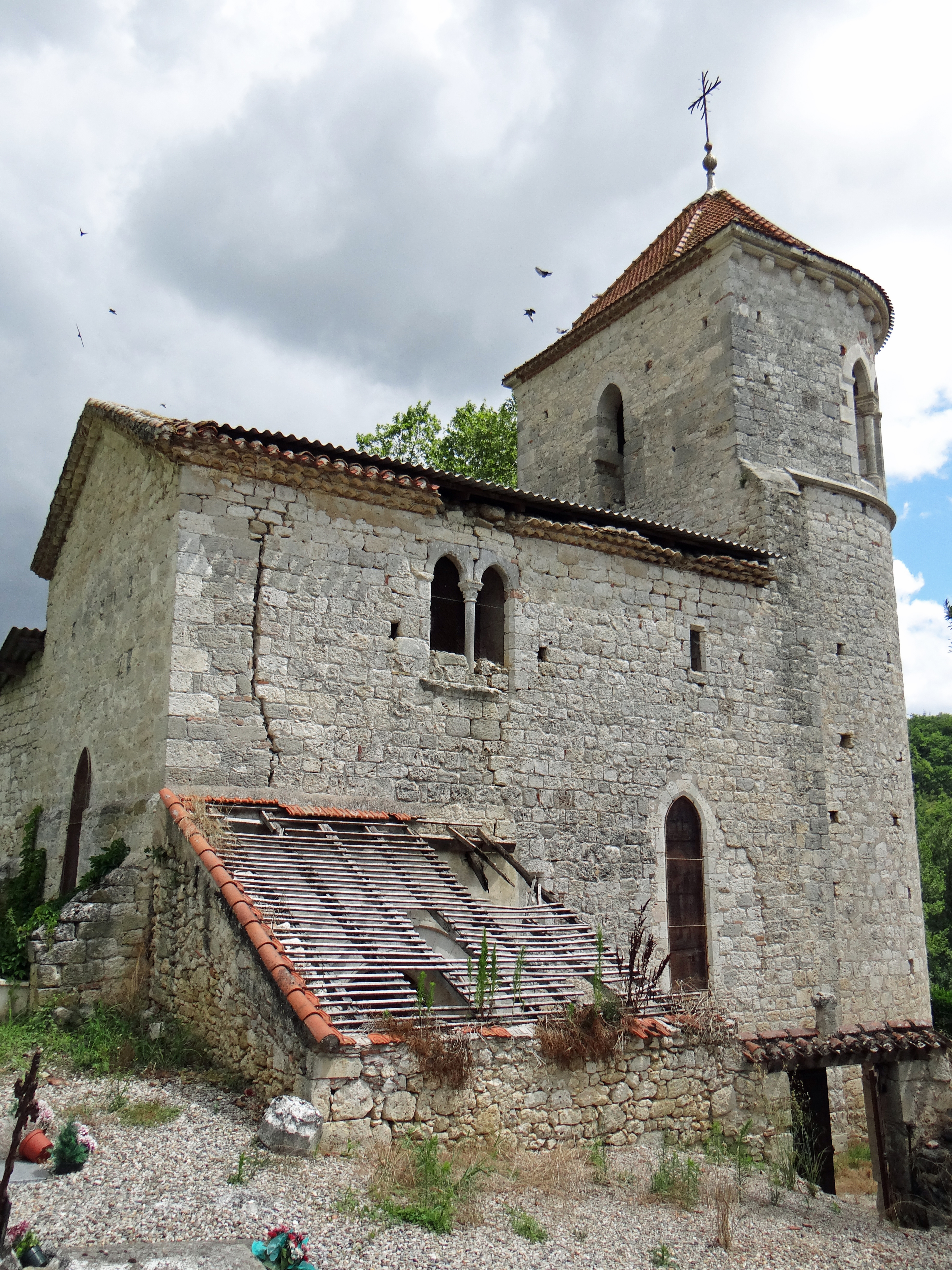
Kirche Saint-Just
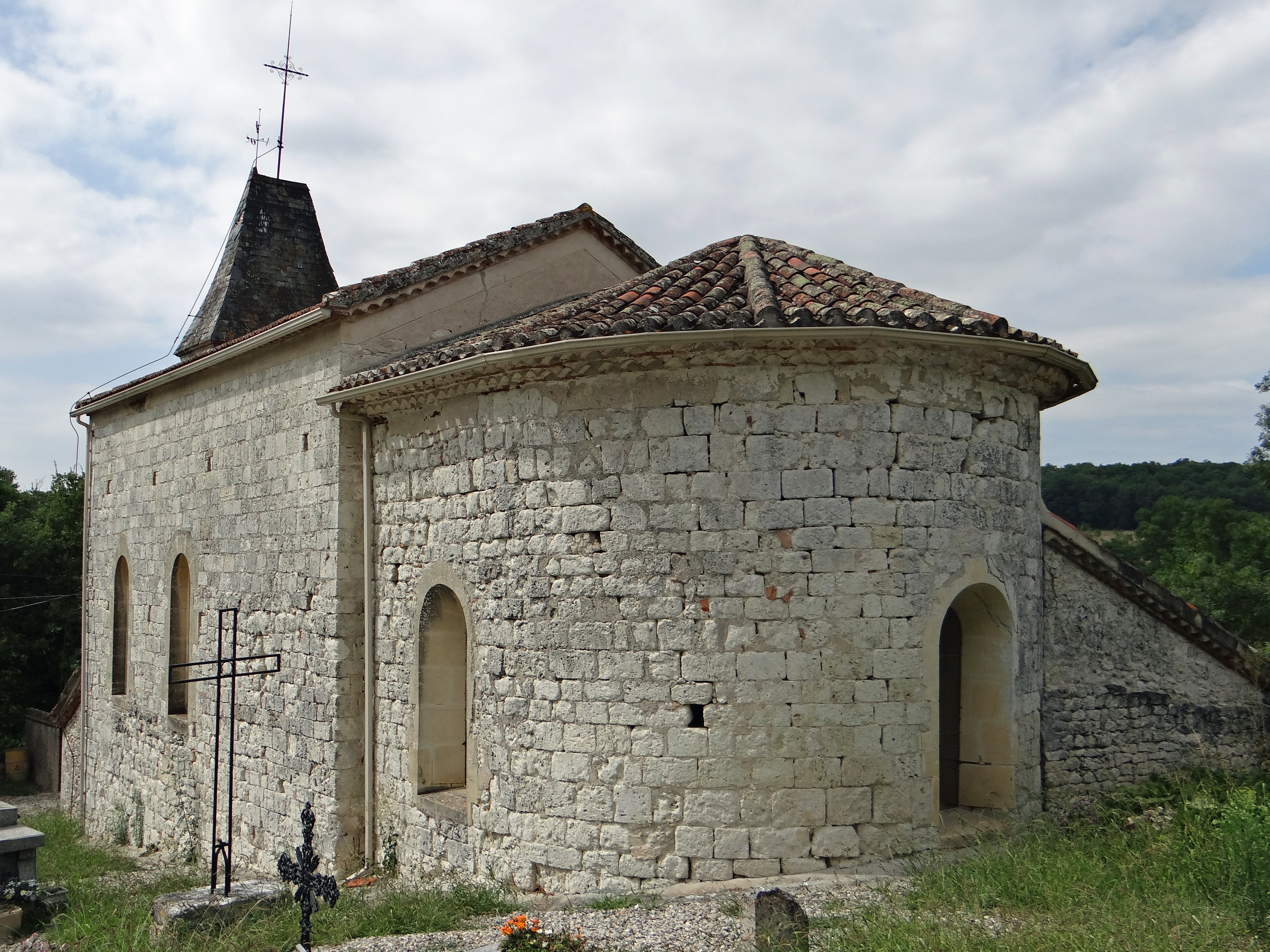
Kirche Saint-Jean de Bonneval
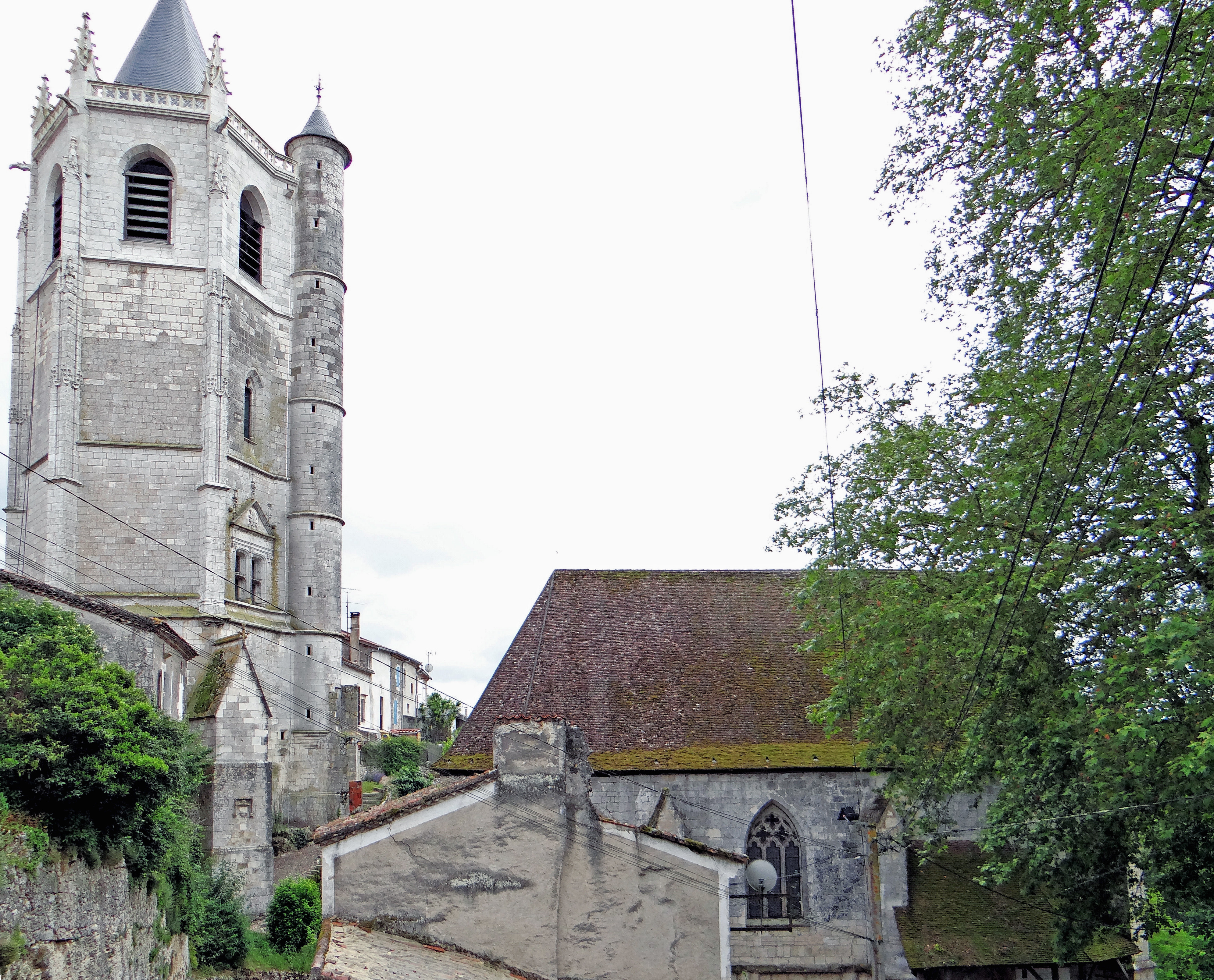
Turm von Hautefage

## Persönlichkeiten
- François de Cortète (1586–1667), okzitanischer Dichter
- Jean-Girard Lacuée de Cessac (1752–1841), Divisionsgeneral, Kriegsminister (1810–1813), Mitglied der Académie française
- André Bayssière (* 1943), Radrennfahrer